# بیلانبا د پرادس
بیلانبا د پرادس (به اسپانیایی: Vilanova de Prades) یک شهرستان در اسپانیا است که در Conca de Barberà واقع شده‌است.